# Cora Jade
Brianna Coda, meglio conosciuta con il ring name Cora Jade (Chicago, 14 gennaio 2001), è una wrestler statunitense.
In carriera ha detenuto una volta l'NXT Women's Tag Team Championship insieme a Roxanne Perez.

## Carriera

### WWE (2021–2025)

#### NXT(2021–2025)
Il 20 gennaio 2021 venne annunciato la sua firma con la WWE, venendo assegnata al roster di NXT.
Debuttò il 22 gennaio a 205 Live con il ring name Cora Jade dove, assieme a Gigi Dolin, venne sconfitta da Candice LeRae e Indi Hartwell nel primo turno del Dusty Rhodes Tag Team Classic femminile. Il 16 novembre, a NXT WarGames, Jade, Io Shirai, Kay Lee Ray e Raquel González sconfissero Dakota Kai e le Toxic Attraction in un WarGames match.
Nella puntata speciale NXT New Year's Evil del 4 gennaio prese parte ad un triple threat match per l'NXT Women's Championship che comprendeva anche la campionessa Mandy Rose e Raquel González ma il match venne vinto da Rose.
Nella puntata speciale NXT The Great American Bash del 5 luglio Jade e Roxanne Perez sconfissero Gigi Dolin e Jacy Jayne conquistando l'NXT Women's Tag Team Championship. Nella puntata di NXT 2.0 del 12 luglio Jade effettuò un turn heel attaccando la compagna Perez costandole il match per l'NXT Women's Championship. Inoltre gettò la sua cintura nella spazzatura nella puntata del 19 luglio 2022 (la WWE considera il regno di Perez come continuo durante questo periodo, e quest'ultima consegnò i titoli ad Alundra Blayze rendendoli vacanti). La settimana dopo partecipò ad una battle royal ad NXT 2.0 per determinare la sfidante al titolo femminile di NXT ma venne eliminata per ultima da Zoey Stark.
Nella puntata speciale NXT Heatwave del 16 agosto prevalse su Roxanne Perez. La rivalità terminò con la vittoria di Perez il 22 ottobre, ad NXT Halloween Havoc, in un intenso weapons wild match. Il 10 dicembre, a NXT Deadline, prese parte al primo iron survivor challenge che comprendeva anche Indi Hartwell, Kiana James, Roxanne Perez e Zoey Stark per determinare la sfidante all'NXT Women's Championship di Mandy Rose ma il match venne vinto da Perez.
Il 2 maggio 2025 è stata licenziata insieme a numerosi altri colleghi.

## Personaggio

### Mosse finali
- Jaded (double underhook DDT)

### Soprannomi
- "Sorceress of Sin"

## Titoli e riconoscimenti
- Pro Wrestling Illustrated
  - 83ª tra le 150 migliori wrestler femminili nella PWI Women's 100 (2022)
- WWE
  - NXT Women's Tag Team Championship (1) – con Roxanne Perez